# التجارة العادلة للقهوة

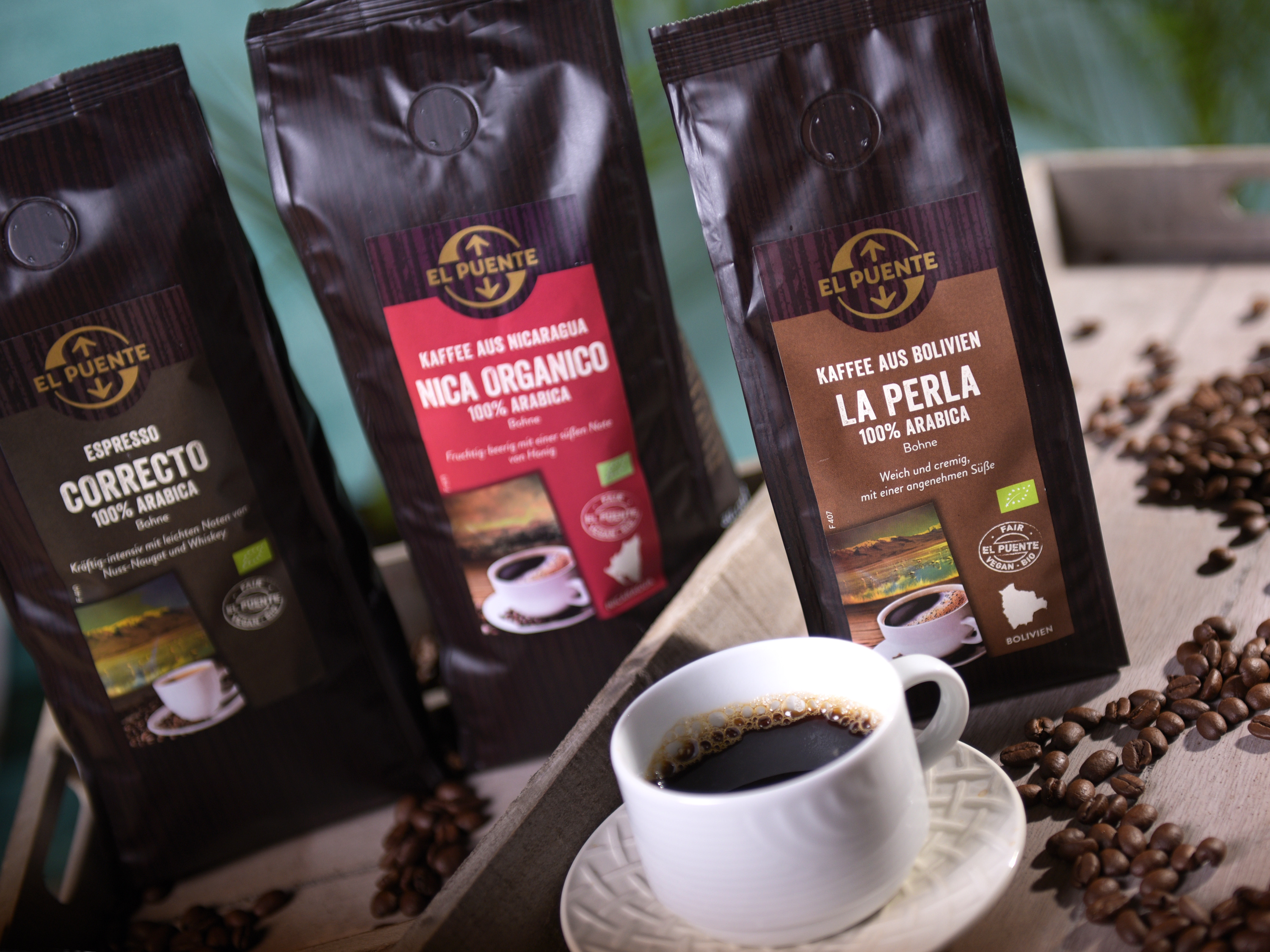
احدى العلامات التجارية للقهوة المعتمدة حيث يظهر شعار "Fair" في أسفل مغلفات القهوة من الجهة اليسرى.

تعرف القهوة التابعة للتجارة العادلة بأنها حبوب البن المعتمدة كمنتج تم إعداده وفقًا لمعايير التجارة العادلة من قبل منظمات التجارة العادلة وهي التي تبني شراكات تجارية قائمة على الحوار والشفافية والاحترام وتهدف إلى تحقيق أكبر نسبة إنصاف في التجارة الدولية، وتساهم هذه الشراكات في دعم التنمية المستدامة وذلك بتوفير ظروف تجارية أفضل لمزارعي البن. كما تدعم منظمات التجارة العادلة المنتجين وممارسة الزراعة المستدامة وتمنع عمالة الأطفال أو العمل الإجباري. 

## لمحة تاريخية

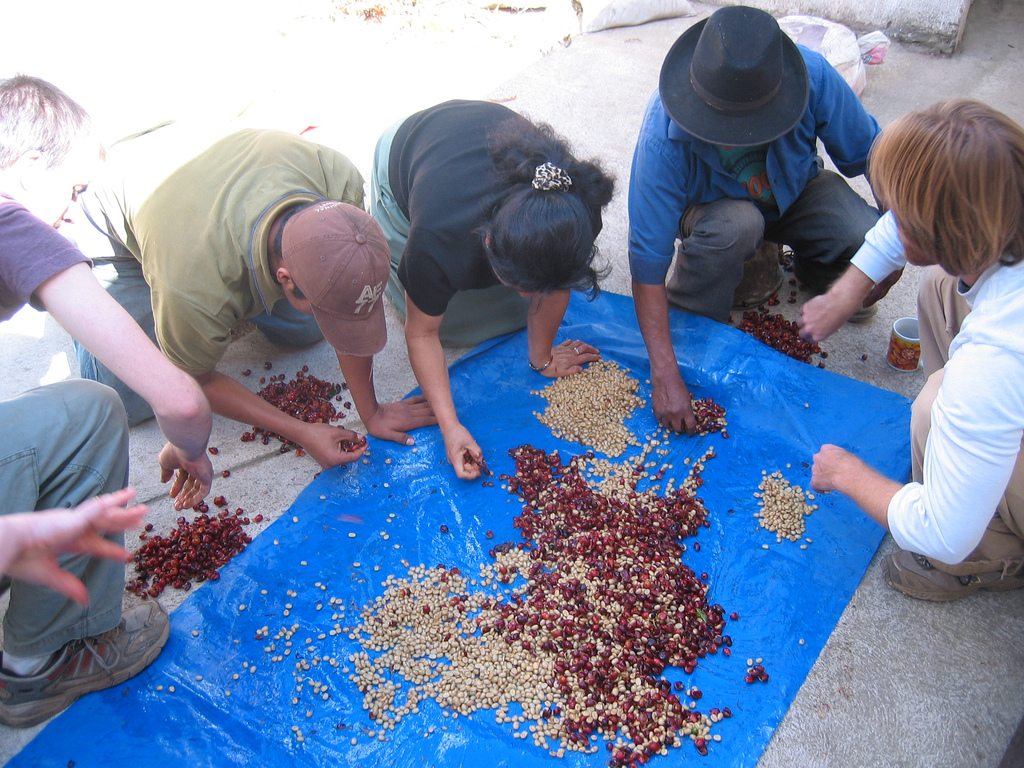
عملية فرز حبوب البُن التابعة للتجارة العادلة.

كانت الأسعار قبل التجارة العادلة تدار بواسطة المنظمة الدولية للقهوة وفقًا لأحكام الاتفاقية الدولية للقهوة التي تم توقيعها في عام 1962 حيث استمرت لمدة خمس سنوات ومن ثم تم تجديدها في عام 1968، ووضعت هذه الاتفاقية التي تفاوض عليها مجموعة دراسة القهوة في منظمة الأمم المتحدة حدًا لمقدار البن المتداول بين البلدان وذلك لتجنب العرض الفائض والانخفاض المتتابع للأسعار.
في عام 1976 أُعيد التفاوض على الاتفاقية بسبب ارتفاع أسعار البن نتيجة لشدة الصقيع في البرازيل، كما سمحت الاتفاقية الجديدة بتعليق حصص السعر في حال كان مخزون البن غير قادر على تلبية الاحتياج وتمكينها في حال هبوط الأسعار إلى مستويات متدنية للغاية.
أُعيدت صياغة الاتفاقية مرة أخرى في عام 1984 ولكن في هذه المرة أُنشِأت قاعدة بيانات خاصة بتجارة البن وأصبح تطبيق القواعد لكل ما يتعلق بالاستيراد والتصدير أكثر صرامة.
بعد ذلك أُصدرت شهادة التجارة العادلة في هولندا عام 1988تبعًا للأزمة التي كان مخزون البن فيها يفوق الاحتياج، ونظرًا لعدم إعادة تفعيل نظام حصص السعر الخاص بقانون البن الدولي أصبحت الأسواق تفيض بالبن. تهدف شهادة التجارة العادلة إلى رفع أسعار البن بشكل مصطنع وذلك لضمان حصول المزارعين على أجور كافية لتحقيق الربح. «ماكس هافيلار» كان هو الاسم الأصلي للمنظمة ويرجع هذا المسمى إلى شخصية هولندية خيالية عارضت استغلال المستعمرين الهولنديين في جزر الهند الشرقية لمزارعي البن، وقد أنشأت المنظمة ملصقًا للمنتجات التي تفي بمعايير أجور معينة.
بقي نظام الحصص جزءً من الاتفاقية حتى عام 1989 حيث لم تتمكن المنظمة من التفاوض على اتفاقية جديدة للعام المقبل في الوقت المناسب، وتم الإجماع على تمديد اتفاقية عام 1983ولكن بدون نظام الحصص لأنه لم يحدد بعد، ولا يمكن التوقيع على اتفاقية جديدة حتى عام 1992.
في ظل غياب نظام الحصص في الفترة التي تمتد بين عامي 1990و1992، بلغت أسعار البن أدنى مستوياتها على الإطلاق وذلك بسبب عدم إمكانية تحديد سعر حصص البن.
تهدف اتفاقيتي عام 2001 و2007 إلى تحقيق الاستقرار الاقتصادي في مجال البن من خلال تشجيع استهلاك القهوة ورفع مستوى معيشة المزارعين من خلال تقديم المشورة الاقتصادية لهم وتوسيع نطاق البحث ليشمل الأسواق المتخصصة وجودة المنطقة الجغرافية وإجراء دراسات حول الاستدامة ومبادئ مماثلة للتجارة العادلة.
أُطلق ملصق "Transfair" في ألمانيا لاحقًا بعد صدور شهادة التجارة العادلة، وفي غضون عشر سنوات بدأت ثلاث منظمات أخرى بوضع الملصق وهي: مؤسسة Fairtrade الخيرية ومنظمة Fair Trade USA و Rättvisemärkt. اشتركت هذه المنظمات الأربع في عام 1997 في إنشاء منظمة Fairtrade العالمية (التي كانت تسمى سابقًا بمنظمة توسيم التجارة العادلة أو المنظمات الدولية لتوسيم التجارة العادلة) والتي لاتزال تعمل على وضع معايير التجارة العادلة وتتفقد المزارعين وتأهلهم. 

## منظمات التجارة العادلة
```
عُرفّت منظمات توسيم التجارة العادلة التي تستحوذ على معظم حصص السوق وتبيع منتجاتها في الأسواق المركزية باسم طورته منظمة فاين وهي مؤسسة تضم أربع شبكات للتجارة العادلة: (منظمات توسيم التجارة العادلة الدولية والمنظمة العالمية للتجارة العادلة (WFTO) وشبكة المتاجر العالمية الأوروبية ومنظمة التجارة العادلة الأوروبية (EFTA)).
```

تُطبق المعايير التي وضعتها منظمة توسيم التجارة العادلة بشكل واسع، فالمنظمة الدولية لتوسيم التجارة العادلة (FLO) هي الأساس الذي يحكم نظام التجارة العادلة وتهدف إلى تحقيق معايير عالية في إطار نظام التجارة العالية بحيث يلتزم كلٌ من المنتجين والتجار وبائعي التجزئة بالمصداقية وتطبيق معايير التجارة العادلة.
مهام منظمة توسيم التجارة العادلة:
- وضع معايير عالمية للتجارة العادلة

```
تُوفر منظمة توسيم التجارة العادلة (FLO) معاييرًا تتسم بالشفافية والاستقلالية والكفاءة وضِعت عن طريق طرحها على لائحة المنظمة والتي بدورها تقرر ما إذا تم استيفاء المعايير، وعلى كل مُنتج أو تاجر أن يستوفي المعايير العامة ومعايير المنتج التي تأمن أقل الأسعار والتي تعتبر عادلة للمنتجين. كما أنهم يسعون لكسب علاقات تجارية طويلة الأمد وتحقيق الاستدامة البيئية.
```

- تسهيل وتطوير التجارة العادلة

```
تعمل المنظمة مع كلًا من منظمات المنتجين المعتمدين لدى التجارة العادلة والتجار وذلك لكي يتوافق العرض مع الطلب، وهي أيضًا مسؤولة عن تقوية هذه المنظمات وتحسين وصولها إلى السوق.
```

- تحقيق العدالة لقضية التجارة العادلة

```
انشأت منظمة توسيم التجارة العادلة إلى جانب منظمات التجارة العادلة الدولية تباعًا IFAT وNEWS و EFTA منصة مشتركة تحمل مسمى FINE (وهو اختصار مكون من الحروف الأولى لأسماء المنظمات الأربع) وذلك لكي يدعموا قضية العدالة التجارية معًا في المناقشات المتعلقة بالتجارة والتنمية.
```

## نظام الاعتماد والمنافسة
تُدير المنظمة الدولية لتوسيم التجارة العادلة (FLO) نظام الاعتماد حيث أصبح شعار التجارة العادلة هو الأكثر هيمنة فقد جذب العديد من المتنافسين الذين يسعون لاحتكاره كشعار أخلاقي، حيث أنهم قاموا باستحداث العديد من الشعارات بواسطة أنظمة اعتماد مختلفة. تعد كلًا من المنظمات غير الحكومية والمنظمات غير الربحية مُهددات رئيسية ومقلقة للسلطات المُنظِمة للمنظمة الدولية لتوسيم التجارة العادلة. يهدف مثل هذا الشعار (قهوة صديقة للطيور) إلى تعزيز الممارسات التي تساعد على حماية موطن الطيور المهاجرة، أما (منظمة Rainforest Alliance الأمريكية) فمهمتها هي حماية الأنظمة البيئية والحفاظ على التنوع البيولوجي واستدامة أنماط الإنتاج، وأما بالنسبة للمنظمة الغير ربحية (UTZ Certified) فهي من المتنافسين وتركز على تحسين كفاءة المنتجين وإمكانية وصولهم إلى الأسواق، ومع ذلك تتعرض معظم هذه المنظمات للانتقاد لفشلها في ضمان الحد الأدنى للسعر وعدم توفير مرافق للتمويل المسبق وتفضيلها للمزارع الشجرية على المزارع العائلية. أعظم فكرة لنظام الاعتماد ومتنافسيه هي أن جميعهم يملكون منطق الابتكار فهم في محاولات ابتكار مستمرة بدلًا من خلق مصدر للدخل فحسب ولكنهم يستوفون الاحتياجات المتغيرة لأهداف مختلفة بتحضير مسبق وبطموحات مختلفة. تدفع شركات تعبئة القهوة للمنظمة رسومًا مقابل استخدام شعار «التجارة العادلة» وبذلك يضمن المستهلكين بأن القهوة تفي بمعايير التجارة العادلة، ويجب أن تُنتج القهوة التي تحمل هذا الشعار من قبل المزارعين والتعاونيات الزراعية التي تستوفي هذه المعايير.

## تجار القهوة
تجار القهوة غير ملزمين بالتجارة العادلة من أجل أن يبيعوا القهوة التابعة للتجارة العادلة كمنتج ممتاز بالإضافة إلى أنهم يستطيعون تحديد التكلفة المناسبة لهم. 

## المستوردين
يجب على مستوردي القهوة التابعة للتجارة العادلة أن يُسجلوا لدى المنظمة وأن يدفعوا رسومًا لذلك، فهم وبموجب معايير المنظمة الدولية للتجارة العادلة ملزمون بدفع أدنى سعر للمنظمة المصدرة والذي يبلغ حاليًا 1.40 سنت لكل رطل كما ورد في عقد "C" الخاص بمجلس التجارة في نيويورك و1.05 دولار لقهوة روبوستا كما ورد في عقد “EURONEXT LIFFE” في لندن، والبيع بشرط التسليم على ظهر السفينة (F.O.B) للقهوة من نوع أرابيكا مع زيادة 30 سنت لكل رطل من البن العضوي. عندما يكون السعر العالمي أعلى من هذا المستوى فإنهم ملزمون بدفع 20 سنت لكل رطل أعلى من السعر العالمي. 

## المصدّرين
عادةً ما تُصدِر التعاونيات الثانوية أو الثالثة القهوة المعتمدة من قبل التجارة العادلة ويتم التسويق لها بالنيابة عن التعاونيات التي ينتمي إليها المزارعين مع ترتيبات قد تكون معقدة بعض الشيء. وجب بيع معظم كميات القهوة غير المعتمدة نظرًا لنقص طلبات تصدير القهوة المعتمدة بأكملها، ففي عام 2001 بلغت نسبة مبيعات القهوة المعتمدة %13.6 فقط، ولذلك وضعت حدود للتعاونيات الجديدة التي تنضم للنظام، مما جعل الطلب في ازدياد حيث وصلت نسبة مبيعات القهوة المعتمدة إلى %50 في عام 2003 مع قيمة تصل إلى نسبة %37 كما يشار إليها في السنوات الأخيرة. فبعض التعاونيات المصدرة تتمكن من بيع ما لا يزيد عن نسبة %8 وبعض التعاونيات الأخرى لا تتمكن من بيع أيًا من منتجاتها كمنتجات معتمدة.
تتحمل التعاونيات المصدرة تكاليف عدة فتشمل رسوم الفحص والاعتماد وتكاليف كلًا من التسويق الإضافي والامتثال للمعايير والتكاليف الإضافية لعملية التعاون وتحمّل تكاليف جميع عمليات إنتاج القهوة حتى وإن سوق للقليل منها أو لم يسوق لها كمنتج معتمد وعالي التكلفة، لذا قد تخسر التعاونيات عضويتها في منظمة التجارة العادلة، فحسب إفادة ويبر لا يمكن للتعاونيات تغطية التكاليف الإضافية لفريق تسويق التجارة العادلة فالواحدة منها لا تغطي إلا %70 فقط من التكاليف بعد مرور ستة سنوات على عضويتها مع التجارة العادلة.
أي عجزٍ يحدث بعد دفع هذه التكاليف فإنه يعني خفض الأسعار للمزارعين في حين يعود أي فائض لصالح تنفيذ «المشاريع الاجتماعية» لتحقيق «الأهداف المشتركة» التي تنظمها التعاونيات المصدرة بدلًا من تسليمها للمزارعين كدفعة إضافية، وقد يشمل ذلك: بناء الفصول الدراسية أو ملاعب للبيسبول أو إنشاء مجموعات نسائية. 

## تطبيق المعايير
FLO-CERT هي شركة ربحية لتدقيق واعتماد معايير التجارة العادلة وهي تابعة لمنظمة التجارة العادلية العالمية ومن مهامها: التعامل مع شهادات المنتجين وتدقيق وتوثيق المنظمات التي ينتمي إليها المنتجين في أكثر من 50 دولة في آسيا وافريقيا وأمريكا اللاتينية. وردت العديد من الشكاوى في مناقشة التجارة العادلة والتي تتضمن شكاوى حول الفشل في تطبيق هذه المعايير مع المزارعين والتعاونيات الزراعية وكذلك المستوردين وعاملين التعبئة.

## نظام التسويق
يتطابق نظام التسويق لكلًا من القهوة التابعة للتجارة العادلة والقهوة العادية في البلدان المستهلكة حيث يتعاملون في الغالب مع ذات الشركات المتخصصة بالتعبئة والتوزيع والاستيراد والبيع، ومن جهة أخرى تقوم بعض العلامات التجارية المستقلة بإدارة شركة افتراضية، وتدفع للمستوردين والموزعين وعاملي التعبئة العاديين ووكالات الإعلان للتكفل بعلامتهم التجارية بدلًا من القيام بذلك بأنفسهم وذلك لأسباب تتعلق بالتكلفة.
ماتزال العديد من منظمات التجارة العادلة ملتزمة بالأهداف الرئيسية للتجارة العادلة إلى حدٍ ما مقارنة بالاتجاه العام للمنظمة العالمية للتجارة العادلة ومنسوبيها. تمر هذه المنتجات السوقية عبر قنوات بديلة حسب الإمكان ثم تعرض في متاجر التجارة العادلة المتخصصة ولكنها تحظى بنسبة قليلة من إجمالي نسبة السوق. 

## انتقادات
تلقت المنظمة انتقادات عدة وذلك نتيجة للبحوث المستقلة التي تم تلخيصها في مناقشة التجارة العادلة. كما أن هناك انتقادات عدة للتجارة العادلة تحديدًا، حيث تقول كولين هايت في مجلة ستانفورد إنوفيشن أن القهوة التابعة للتجارة العادلة ليست إلا وسيلة لترويج فكرة النزعة الاستهلاكية الأخلاقية. فالمخاوف المتعلقة بجودة وشفافية القهوة أصبحت شائعة جدًا بين بعض المستهلكين وشركات القهوة كما هو واضح من انتشار الموجة الثالثة للقهوة. قد يكون الحفاظ على التوازن بين كلًا من القهوة الأخلاقية والقهوة عالية الجودة امرًا صعبًا في ظل وجود القهوة التابعة للتجارة العادلة لأنها باعتقاد بعض عاملي تحميص القهوة حافز ضئيل للجودة داخل العديد من مزارع قهوة التجارة العادلة المعتمدة. توصّل بحث ديبورا سيك والذي اشتمل على مقابلات مع مزارعي القهوة في كوستاريكا إلى أن كميات القهوة التابعة للتجارة العادلة التي ينتجها العديد من المزارعين غالبًا ما تكون أكثر من الكمية التي يمكنهم بيعها فينتهي بهم الامر إلى بيعها على للشٌرّاء المستقلين الذين سيدفعون في الغالب أكثر مما سيدفعه شُرّاء منتجات التجارة العادلة. يشعر بعض العلماء بالقلق حيال التحفيز الصناعي لإنتاج القهوة خاصة وأن الطلب العالمي على القهوة يعد غير مرن نسبيًا.
يقوم العديد من الأشخاص ممن يعتقدون بأن القهوة التابعة للتجارة العادلة لا تفي بالغرض باتباع نموذج التجارة المباشر والذي يسمح بالمزيد من التحكم فيما يتعلق بالجودة وتمكين المزارعين وقضايا الاستدامة، كما انه يفيد في تعزيز علاقات العمل بين المزارعين والعاملين في تحمص القهوة والتي من الممكن أن تحسن من مستوى معيشة المزارعين والشُرّاء على حد سواء. مع ذلك، تعتبر التجارة المباشرة مفهومًا حديثًا لا يستخدمه إلا الشركات الربحية مثل شركة Counter Culture Coffee و Intelligentsia Coffee والتي لا تملك شهادة طرف ثالث.
لقد أصبحت التجارة العادلة نسخة مكررة من التجارة الحرة بدلًا من أن تكون بديلًا لاقتصاد السوق المستحوذ على العرض والطلب، فالتجارة العادلة لا تفي بوعودها بتوفير الفرص للمنتجين المتضررين اقتصاديًا، فقد تحول الفقر إلى سلعة للتجارة العادلة التي تقوم بتوسيم السلع التي ينتجها الفقراء لتظهر بشكل لم يسبق لها الظهور فيه من قبل، تاركين الجماعات المهمشة في ظروف صعبة.
لا يمكن للنظام أن يصبح حلًا لجميع المصائب البشرية، فلا يزال هناك بعض المخاوف لأن النسبة الكبيرة من الأرباح لا تعود إلى المنتجين الأقل تميزًا على الرغم من أن الكثير من الايدي العاملة وفرها هؤلاء المهمشون. قد يظل الفقراء على حالهم مالم تطبق التدابير لمعالجة التفاوت في السوق حيث لا يتمكن الفقراء من التمتع بأسعار مقبولة مقارنة بما يبيعونه للدول الغنية، فالأسعار التي يوفرها النظام لا ترقى إلى مستوى التضخم الذي قد يؤدي إلى تفاقم ظروفهم.